# АЕС Індіан-Поїнт
АЕС Індіан-Поїнт також відома як Енергетичний центр Індіан-Пойнт (IPEC) — атомна електростанція з трьох блоків, розташована в Б'юкенені, на південь від Пікскілла, в окрузі Вестчестер, Нью-Йорк. Вона розташована на східному березі річки Гудзон, приблизно за 58 км на північ від центру Манхеттена. З 30.04.2021 об'єкт остаточно припинено енергопостачання. До закриття два діючі реактори станції виробляли близько 2000 мегават (МВт) електроенергії, що становить близько 25 % споживання Нью-Йорком. Станція належить компанії Holtec International і складається з трьох остаточно вимкнених реакторів, блоків 1, 2 і 3 Indian Point. Блоки 2 і 3 були реакторами з водою під тиском компанії Westinghouse. У 2000 році компанія Entergy придбала блок 3 у Управління енергетики Нью-Йорка, а в 2001 році — блоки 1 і 2 у Consolidated Edison.
Первісні 40-річні ліцензії на експлуатацію блоків 2 і 3 закінчилися у вересні 2013 року та грудні 2015 року відповідно. Компанія Entergy подала заявку на продовження ліцензії, і Комісія з ядерного регулювання (NRC) намагалася продовжити термін на двадцять років для кожного реактора. Проте через ряд факторів, у тому числі стабільно низькі оптові ціни на енергію, які зменшили доходи, а також тиск з боку місцевих екологічних груп і тодішнього губернатора Нью-Йорка Ендрю Куомо, було оголошено, що станцію буде закрито до 2021 року. Станція назавжди припинила вироблення енергії 30 квітня 2021 року. Близько 1000 співробітників втратили роботу в результаті зупинки.

## Реактори

### Історія та дизайн
Реактори побудовані на території, де спочатку розміщувався парк розваг Indian Point, але 14 жовтня 1954 року її придбала Consolidated Edison (ConEdison) . Indian Point 1, побудований компанією ConEdison, був 275-мегаватним реактором із водою під тискоВодно-водяний ядерний реактор, поставленим Babcock & Wilcox, який отримав експлуатаційну ліцензію 26 березня 1962 року та розпочав роботу 16 вересня 1962 року. Перше ядро використовувало паливо на основі торію з оболонкою з нержавіючої сталі, але це паливо не виправдало очікувань щодо терміну служби ядра. Станція працювала на паливі з діоксиду урану до кінця свого терміну служби. Реактор був зупинений 31 жовтня 1974 року, оскільки система аварійного охолодження активної зони не відповідала нормативним вимогам. Усе відпрацьоване паливо було видалено з корпусу реактора до січня 1976 року, але реактор все ще стоїть. Ліцензіат, Entergy, планує вивести з експлуатації енергоблок 1 разом із виведенням з експлуатації блоку 2.

## Безпека
Енергетичний центр Індіан-Пойнт був підданий посиленому контролю та регулювався суворіше, ніж інші електростанції в штаті Нью-Йорк (тобто NRC на додаток до FERC, NYSPSC, NYISO, NYSDEC та EPA). На підставі вимушених відключень — інцидентів, пов'язаних із несправністю обладнання, що призвело до зупинки електростанції — вона забезпечує набагато надійнішу історію роботи, ніж більшість інших електростанцій у Нью-Йорку. Починаючи з кінця 2015 року, губернатор Куомо почав нарощувати політичні дії проти об'єкта Indian Point, розпочавши розслідування з державною комісією з комунальних послуг, департаментом охорони здоров'я та департаментом охорони навколишнього середовища. Розглянемо розслідування комісії з надання комунальних послуг у перспективі: більшість розслідувань відключень електроенергії, які проводить комісія, є реакцією на відключення з відомою кількістю постраждалих роздрібних споживачів електроенергії. 17 листопада 2017 року NYISO прийняла повідомлення Індіан-Пойнт на відключення від мережі.

## Закриття
Наприкінці 2015 року губернатор Куомо почав посилювати політичні дії проти Індіан-Пойнта, розпочавши розслідування з державною комісією з комунальних послуг, департаментом охорони здоров'я та департаментом охорони навколишнього середовища. Щоб показати розслідування комісії з надання комунальних послуг у перспективі, більшість розслідувань відключень електроенергії, проведених комісією, є реакцією на відключення з відомою кількістю постраждалих роздрібних споживачів електроенергії. 17 листопада 2017 року NYISO прийняла повідомлення Індіан-Пойнт про закриття.

## Інформація про енергоблоки
| Енергоблок     | Тип реакторів               | Потужність | Потужність | Початок будівництва | Фізпуск    | Підключення до мережі | Введення в експлуатацію | Закриття   |
| Енергоблок     | Тип реакторів               | Чистий     | Брутто     | Початок будівництва | Фізпуск    | Підключення до мережі | Введення в експлуатацію | Закриття   |
| -------------- | --------------------------- | ---------- | ---------- | ------------------- | ---------- | --------------------- | ----------------------- | ---------- |
| Індіан-Пойнт-1 | PWR, PWR                    | 257 МВт    | 277 МВт    | 01.05.1956          | 02.08.1962 | 16.09.1962            | 01.10.1962              | 31.10.1974 |
| Індіан-Пойнт-2 | PWR, W (4-контурний) DRYAMB | 1020 МВт   | 1067 МВт   | 14.10.1966          | 22.05.1973 | 26.01.1973            | 01.08.1974              | 30.04.2020 |
| Індіан-Пойнт-3 | PWR, W (4-контурний) DRYAMB | 1040 МВт   | 1085 МВт   | 01.11.1968          | 06.04.1976 | 27.04.1976            | 30.08.1976              | 30.04.2021 |

## У масовій культурі
Електростанцію спародіювали як конкуруючу установку в епізоді «The Caper Chase» мультсеріалу «Сімпсони».